# بربارة فاولر
بربارة فاولر (بالإنجليزية: Barbra Fuller)‏ هي ممثلة أمريكية، ولدت في 31 يوليو 1921 في الولايات المتحدة.

## وصلات خارجية
- بربارة فاولر على موقع IMDb (الإنجليزية)
- بربارة فاولر على موقع قاعدة بيانات الفيلم (الإنجليزية)